# Trưởng Tôn Đạo Sanh
Bạt Bạt Đạo Sinh (chữ Hán: 拔拔道生) hay Trưởng Tôn Đạo Sinh (chữ Hán: 长孙道生, 370 – 451), tướng lãnh nhà Bắc Ngụy. Ông có họ hàng gần với hoàng thất Bắc Ngụy, hộ tịch ở quận Đại , hoạt động từ cuối thời Thập Lục Quốc đến đầu thời Nam Bắc Triều, phụng sự 3 đời hoàng đế Bắc Ngụy: Đạo Vũ đế, Minh Nguyên đế và Thái Vũ đế.

## Cuộc đời và sự nghiệp
Họ (thị) gốc của Đạo Sinh là Bạt Bạt, sau khi Hiếu Văn đế tiến hành Hán hóa, đổi là Trưởng Tôn ; ông là cháu họ (tòng tử) của Bạt Bạt Tung .
Đạo Sinh tính trung hậu liêm cẩn, Bắc Ngụy Đạo Vũ đế yêu sự thận trọng của ông, khiến ông nắm cơ mật, cùng bọn Hạ Bì 4 người làm nội thị bên cạnh, ra vào giữ chiếu mệnh. Minh Nguyên đế lên ngôi, Đạo Sinh được trừ chức Nam thống tướng quân, Ký Châu thứ sử. Sau đó Đạo Sinh chọn mỹ nữ đem hiến, Minh Nguyên đế trách mắng, cho rằng ông là bề tôi cũ nên không bãi truất .
Năm Thái Thường thứ 3 (418), Minh Nguyên đế đông tuần, đến Nhu Nguyên với Cam Tùng; Đạo Sinh đang ở chức Chinh đông tướng quân, nhận lệnh cùng Cấp sự hoàng môn thị lang Đạt Hề Quan soái 2 vạn tinh kỵ tập kích Bắc Yên. Đạo Sinh đến Long Thành, dời hơn vạn gia đình đem về .
Thái Vũ đế lên ngôi, Đạo Sinh được tiến tước Nhữ Âm công, thăng Đình úy khanh. Đạo Sinh tòng chinh Nhu Nhiên, cùng bọn Úy Trì Quyến chia đường ra Bạch, Hắc 2 Mạc , đại thắng trở về .
Năm Thủy Quang thứ 4 (427), Thái Vũ đế tiến đánh nước Hạ, lấy Đạo Sinh cùng Tư đồ Bạt Bạt Hàn, tông chính Nga Thanh soái 3 vạn kỵ binh làm tiền phong . Quân Ngụy bắt được Hạ đế Hách Liên Xương, em Xương là Định chạy về Bình Lương, Lưu Tống Văn đế khiến tướng là bọn Đáo Ngạn Chi, Vương Trọng Đức đánh Hà Nam để cứu Hạ. Có chiếu lấy Đạo Sinh với Đan Dương vương Thác Bạt Thái Chi đồn trú Hà Thượng chống lại . Đạo Sinh đối địch với tướng Tống là Đàn Đạo Tế, chẹn giữ trước sau của ông ta, đuổi đến Lịch Thành mới trở về. Được trừ chức tư không, gia Thị trung .
Năm Duyên Hòa thứ 3 (434), Đạo Sinh cùng Phủ quân đại tướng quân, Vĩnh Xương vương Thác Bạt Kiện, thị trung Thổ Hề Bật soái quân đánh Hòa Long của Bắc Yên, gặt hết lúa má, bắt dân đem về. Năm Thái Duyên đầu tiên (435), được tiến phong Thượng Đảng vương , bản quan như cũ .
Năm Thái Duyên thứ 3 (437), Đạo Sinh cùng Thác Bạt Kiện đánh dẹp dư đảng của Sơn Hồ Bạch Long ở Tây Hà, diệt được .
Năm Thái Duyên thứ 5 (439), Bắc Ngụy tiến đánh Bắc Lương, người Nhu Nhiên thừa cơ xâm phậm, tiến đến Thất Giới Sơn. Thái tử Thác Bạt Hoảng mệnh cho Đạo Sinh kháng cự Sắc Liên khả hãn Uất Cửu Lư Ngô Đề ở Thổ Đồi Sơn. Ngô Đề nghe tin quân Ngụy đánh bại hậu quân của Nhu Nhiên ở phía bắc Âm Sơn nên bỏ chạy, Đạo Sinh đuổi theo, đến Mạc Nam thì về..
Năm Thái Bình Chân Quân thứ 5 (444), nhận lệnh trấn thủ Thống Vạn .
Năm Chính Bình đầu tiên (451), mất , hưởng thọ 82 tuổi. Được tặng Thái úy, thụy là Tĩnh .

## Tính cách
Đạo Sinh liêm khiết, kiệm ước; thân làm tam công, mà ăn mặc không xa hoa, bày vẽ; dùng một tấm da gấu làm yên ngựa, mấy chục năm không đổi, người đời sánh ông với Án Anh. Nhà cửa nhỏ hẹp, sau khi Đạo Sinh ra ngoài trấn, con em phá cũ xây mới, dựng thêm gian, sảnh; ông trở về, than rằng: “Xưa Hoắc Khứ Bệnh cho rằng Hung Nô chưa diệt, không lo việc nhà. Nay giặc mạnh còn lởn vởn Mạc Bắc, tôi há có thể ngồi hưởng xa xỉ à!” rồi trách mắng con em, lệnh cho phá bỏ nhà mới .
Thời Thái Vũ đế, Đạo Sinh tại nhiệm sở có thành tích tốt, trong những việc lớn nhiều lần bàn luận hợp ý hoàng đế; làm tướng có quyền mưu, giỏi phủ dụ tướng sĩ. Thái Vũ đế mệnh cho Ca công đi quanh quần thần mà hát rằng: “Trí như Thôi Hạo, liêm như Đạo Sinh.” Nhưng Đạo Sinh về già lại bị vợ là Mạnh thị mê hoặc, người đời đem lời ca ấy giễu cợt ông .
Đạo Sinh cùng chú họ Bạt Bạt Tung đều làm đến tam công, đương thời khen là vinh hiển .

## Hậu nhân
Sử cũ chỉ nhắc đến duy nhất người con trưởng của Đạo Sinh là Kháng hay Phưởng , làm đến Thiếu khanh, mất sớm.
Con Kháng là Quan được kế tự, cố sự chép phụ vào truyện của Đạo Sinh.
Con Quan là Trĩ, có công dẹp loạn Lục trấn, sử cũ có truyện. Trĩ là ông cụ của Trưởng Tôn Thạnh – danh tướng nhà Tùy, cha vợ của Đường Thái Tông.